# Vepris uguenensis
Vepris uguenensis är en vinruteväxtart som beskrevs av Adolf Engler. Vepris uguenensis ingår i släktet Vepris och familjen vinruteväxter. Inga underarter finns listade i Catalogue of Life.